# Phytochemical Analysis
Phytochemical Analysis è una rivista accademica che si occupa di analisi chimica delle piante. Nel 2014 il fattore d'impatto della rivista era di 2,341.